# Doodles Weaver
Doodles Weaver (11 de mayo de 1911 – 17 de enero de 1983) fue un actor y comediante radiofónico y televisivo estadounidense. Fue el hermano del ejecutivo de la NBC Pat Weaver y tío de la actriz Sigourney Weaver.

## Biografía

### Inicios y carrera
Su verdadero nombre era Winstead Sheffield Weaver, y nació en Los Ángeles, California. Weaver estudió en la Stanford University, centro en el que fue colaborador de la revista de humor Stanford Chaparral. Tras entrar a formar parte en 1946 de la orquesta de Spike Jones, los City Slickers, participó entre 1946 y 1949 en los shows radiofónicos de Jones, y viajó por el país hasta 1951 con la Spike Jones Music Depreciation Revue. Los programas radiofónicos a menudo se emitían desde las ciudades en las cuales se encontraban representando su espectáculo.
Una de sus sátiras más conocida fue la de los comentaristas de una carrera de caballos en la que se utilizaba la versión que compuso Spike Jones de la obertura de Guillermo Tell. Dentro de sus actuaciones con Jones, Weaver también compuso un personaje llamado Professor Feetlebaum, cuya característica era mezclar frases y palabras en textos y canciones variados, simulando que padecía miopía y dislexia.
Otra de las actividades de Weaver fue su colaboración con la revista Mad.
Actuando en The Colgate Comedy Hour, Weaver hizo un anuncio para la compañía Ajax en el que actuaba con un cerdo, y la reacción del público fue tan positiva que la emisora le proporcionó un programa propio. En 1951, The Doodles Weaver Show fue el sustituto veraniego del programa de la NBC de Sid Caesar Your Show of Shows. En el programa trabajaba la esposa de Weaver, Lois, la vocalista Marion Colby y el equipo cómico formado por Dick Dana y.
Además de todo ello, presentó varios programas televisivos infantiles. En 1965 trabajó en A Day with Doodles, una serie de cortos de seis minutos, ideada para vender a programas infantiles de cadenas locales como una alternativa a los dibujos animados.
Entre sus trabajos como intérprete cinematográfico y televisivo figuran sus personajes excéntricos en series como Batman, Land of the Giants, Dragnet 1967 y The Monkees. Actuó en más de 90 filmes, incluyendo The Great Imposter (1961) y Los pájaros (1963), de Alfred Hitchcock,   en el que interpreta a un hombre que ayuda al personaje de Tippi Hedren. También trabajó en la película de Jerry Lewis' El profesor chiflado (1963), e hizo un cameo en el éxito de taquilla de 1963 El mundo está loco, loco, loco. Su último film fue Under the Rainbow (1981).
En 1966 Weaver grabó una versión jocosa de la canción "Eleanor Rigby", en la que cantaba mezclando las palabras, insultando e interrumpiendo, a la vez que tocaba el piano, se lesionaba la mano y era abucheado.
Por otra parte, Weaver escribió un libro, Golden Spike, que no fue publicado.

### Suicidio
Tras muchos años con problemas de alcoholismo y de salud, Doodles Weaver se suicidó en Los Ángeles, California, el 17 de enero de 1983, a los 71 años, con un arma de fuego. Rudy Vallee pronunció el panegírico. Fue enterrado en el cementerio Avalon.